# Costinha, o Rei da Selva
Costinha, o Rei da Selva é um filme de comédia brasileiro de 1976, com direção de Alcino Diniz.

## Sinopse
Costinha, filho de cientistas, perde-se na selva por descuido da babá Creolina. É criado pela macaca Filó em meio a natureza selvagem, tendo também televisão e aparelho de som a seu dispor. A paz do local é interrompida pelos ataques dos Tupiniquinhos, liderados por Tupinicão. Quando um milionário e seus filhos são feitos reféns pela tribo, caberá a Costinha salvar o dia e trazer a paz de volta pra selva

## Elenco
- Costinha - Costinha
- Júlio César - Roy
- Betty Saady - Betty
- Nélia Paula - Creolina
- Wilson Grey - Dr. Sokura
- Tião Macalé - Bezerro em Pé
- Cléa Simões - Bico de Lacre
- Lutero Luiz - feiticeiro
- Carlos Kurt - secretário
- Banzo Africano (como Banzo) - Tupinicão
- Rodolfo Arena - pai de Betty
- Maria Santo Cristo - mãe de Betty
- Roberto Bataglin
- Glória Maria Messias
- Egon Aszman - Costinha (criança)
- Stan Cooper - cowboy
- André, o chimpanzé - Filó